# CN Centre
CN Centre – hala widowiskowo-sportowa w Prince George, w Kanadzie. Obiekt wykorzystywany jest głównie do gry w hokeja na lodzie, a swoje spotkania rozgrywają na nim zawodnicy drużyny Prince George Cougars. Hala może pomieścić 5967 widzów. Obiekt został otwarty 30 września 1995 roku. Budowę areny poprzedziło referendum zorganizowane 20 listopada 1993 roku, w którym 76,8% mieszkańców Prince George opowiedziało się za budową hali. Hala pierwotnie nosiła nazwę Multiplex, w 2005 roku podpisano 15-letnią umowę o prawa do nazwy obiektu z Canadian National Railway Company (CN). Oprócz meczów hokeja na arenie odbywają się również inne imprezy, jak koncerty czy konferencje.